# Marijan Urtić
Marijan Urtić (* 16. Januar 1991 in Luzern, Schweiz) ist ein kroatischer Fussballspieler auf der Position eines Abwehrspielers, der beim FC Wohlen unter Vertrag steht.

## Karriere
Urtić wurde als Sohn eines aus dem heutigen Kroatien stammenden, jugoslawischen Auswandererpaares in der Schweiz geboren. Seine Karriere als Fussballspieler begann er in der Jugend des FC Luzern. 2008 rückte er dort in das Kader der U-21 auf. Aufgrund von verletzungsbedingten Ausfällen in der Profimannschaft stand er hin und wieder auch im Profikader des Vereins; so gab Urtić sein Profi-Debüt in der Axpo Super League daraufhin am 24. April 2010, als er im Spiel gegen den FC Zürich in der 33. Spielminute für Elsad Zverotić eingewechselt wurde. Im weiteren Verlauf der Saison kam er auf vier weitere Einsätze, davon zwei über die volle Spieldauer. In der folgenden Spielzeit 2010/11 kam er erneut auf fünf Einsätze in der höchsten Schweizer Spielklasse, ebenfalls in der Schlussphase der Saison. Danach kam er wieder in der U-21 des Vereins zum Einsatz. Bis 2011 absolvierte Urtić zudem eine Lehre zum Polymechaniker bei der Schifffahrtsgesellschaft des Vierwaldstättersees.
Im Februar 2012 wurde Urtić für ein halbes Jahr an den SC Kriens in der Challenge League ausgeliehen, bei dem er sechs Partien absolvierte. Anschliessend wurde er vom SC Kriens übernommen, wo er ein weiteres halbes Jahr blieb und dann zum FC Wohlen wechselte.
Im Juli 2016 wechselte er zum FC Chiasso, wo er einen Vertrag bis Ende Juni 2017 unterschrieb. Bereits ein Jahr später folgte der Wechsel zurück zum SC Kriens für welchen er zuletzt 2013 aktiv war, mit welchem er auf die Saison 2018/19 wieder in die Challenge League aufstieg.